# Dorfkirche Torno

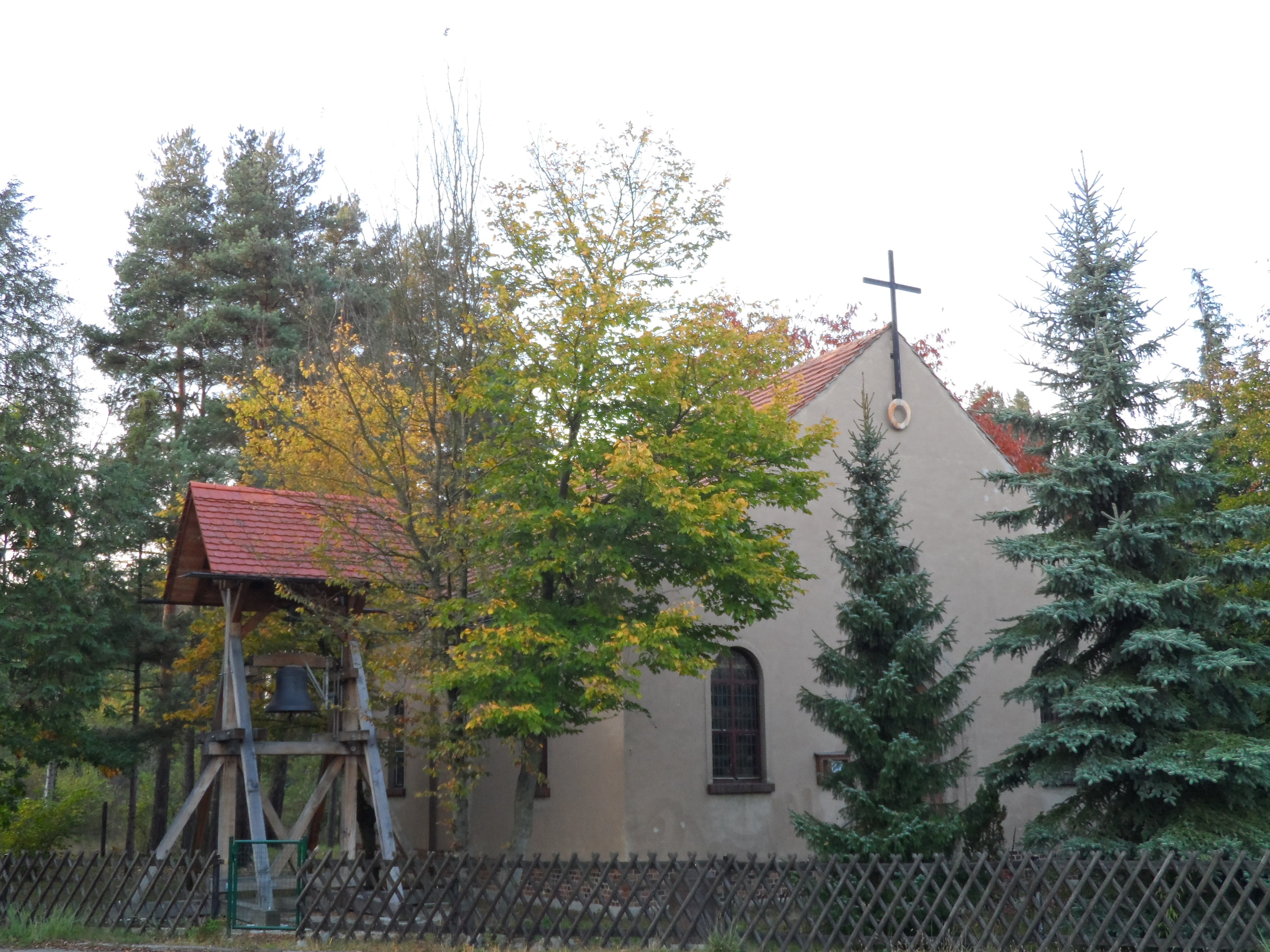
Dorfkirche Leippe-Torno

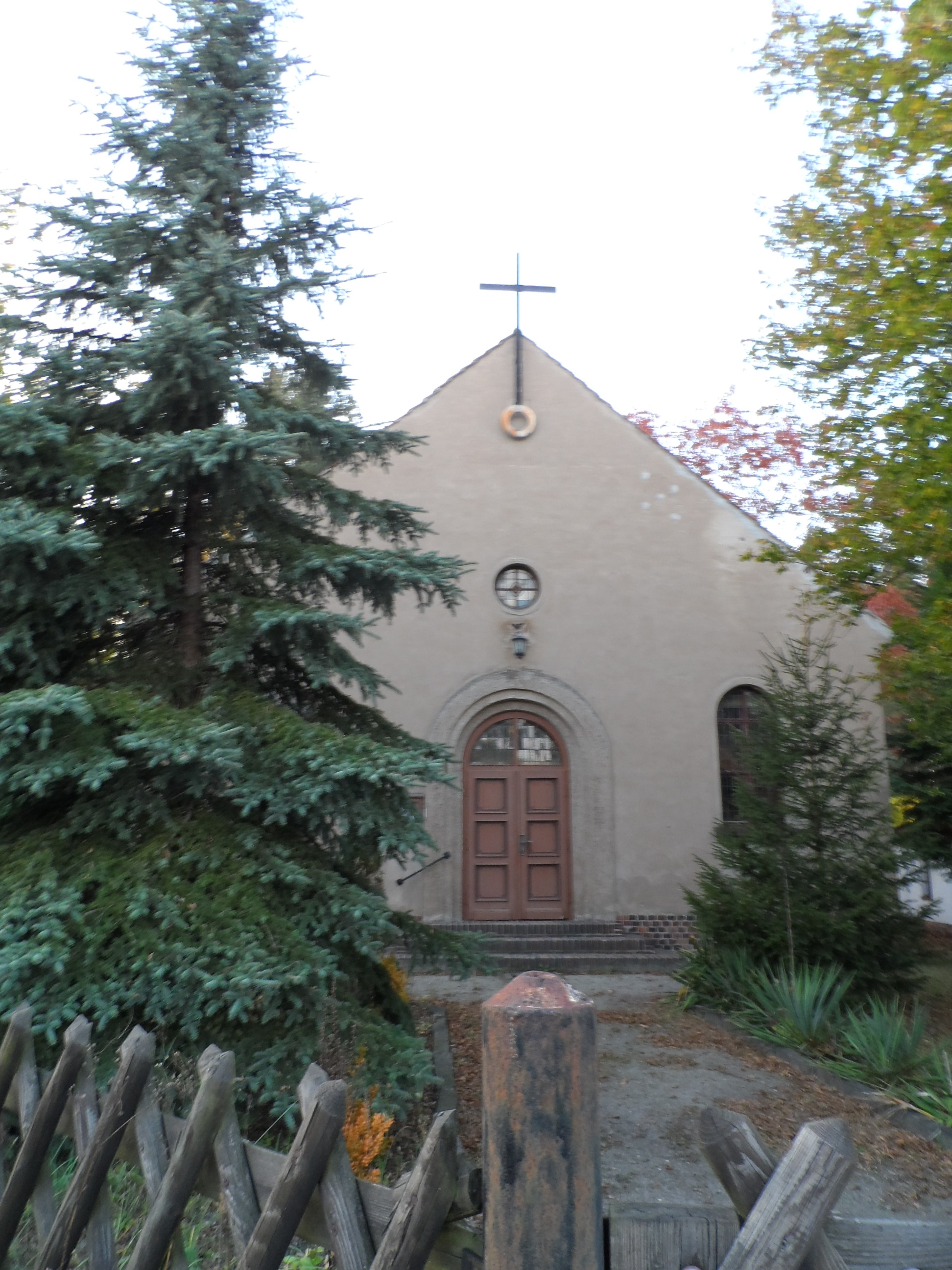
Kirchengebäude Torno

Die Dorfkirche Torno (auch Jesus-Christus-Kirche) ist eine evangelische Kirche in Leippe-Torno, einer Ortschaft der sächsischen Stadt Lauta. Die Kirche gehört zur Kirchengemeinde Lauta, im Kirchenkreis Schlesische Oberlausitz des Sprengels Görlitz der Evangelischen Kirche Berlin-Brandenburg-schlesische Oberlausitz.

## Geschichte
Nach Ende des Zweiten Weltkriegs wurde in Leippe-Torno der Ruf nach einer eigenen Kirche laut. Die Christen von Leippe-Torno und Johannisthal besuchten zu dieser Zeit die Stadtkirche Lauta bzw. die Laurentius-Kirche in Lauta-Dorf. Es wurde geplant, eine Kirche im bevölkerungsreicheren Teil Torno zu errichten, wo zu dem Zeitpunkt bereits die Baptistengemeinde einen Andachtsraum besaß, der auch von den evangelischen Einwohnern mitgenutzt wurde.
Im Jahr 1950 wurde das Kirchengrundstück von der Familie Leippe-Tornos zur Verfügung gestellt, die bereits 1934 das Grundstück für den Friedhof des Ortes gespendet hatte. Zahlreiche Einwohner des Ortes beteiligten sich ehrenamtlich am Bau, wobei die Kirche zu den ersten Kirchenneubauten der DDR gehörte. Die Grundsteinlegung erfolgte im Herbst 1950; bereits im Frühjahr 1951 wurde das Richtfest gefeiert. Der Kirchenbau erfolgte dabei nach dem Vorbild der Kirche in Lauta, war jedoch schlichter gehalten. Der Bau wurde über Spendengelder finanziert; aufgrund geringer Geldmittel wurde auf einen Glockenturm verzichtet. Die Kirche wurde am 8. oder 12. Mai 1952 eingeweiht. Sie gehörte nun zur Evangelischen Kirche Berlin-Brandenburg.
Im Jahr 2008 – kurz nach der Eingemeindung von Leippe-Torno nach Lauta – wurde die Kirche teilsaniert, wobei im Innenraum unter anderem Teppiche verlegt und die Elektrik erneuert wurden. Nach zweimonatiger Sanierungszeit wurde die Kirche im Juli 2008 mit einem Festgottesdienst wiedereröffnet.

## Innenraum und Ausstattung
Der Innenraum der Kirche ist schlicht gehalten. Das einfache Altarbild zeigt ein Kreuz mit dem Schriftzug „Jesus Christus gestern und heute und derselbe auch in Ewigkeit“. Das Gestühl der Kirche stammt aus der Zeit der Kirchweihe. Raumteiler trennen den Altar- von einem Vorraum. Gegenüber dem Altar befindet sich eine Empore.
Seit 1972 besitzt die Kirche eine Orgel, die im Vorraum der Kirche neben einem kleineren Altar steht. Sie ersetzte ein bis dahin genutztes Harmonium. Bereits in den 1970er-Jahren erhielt das Gebäude eine elektrische Nachtspeicherheizung.

## Glockenstuhl und Glocken

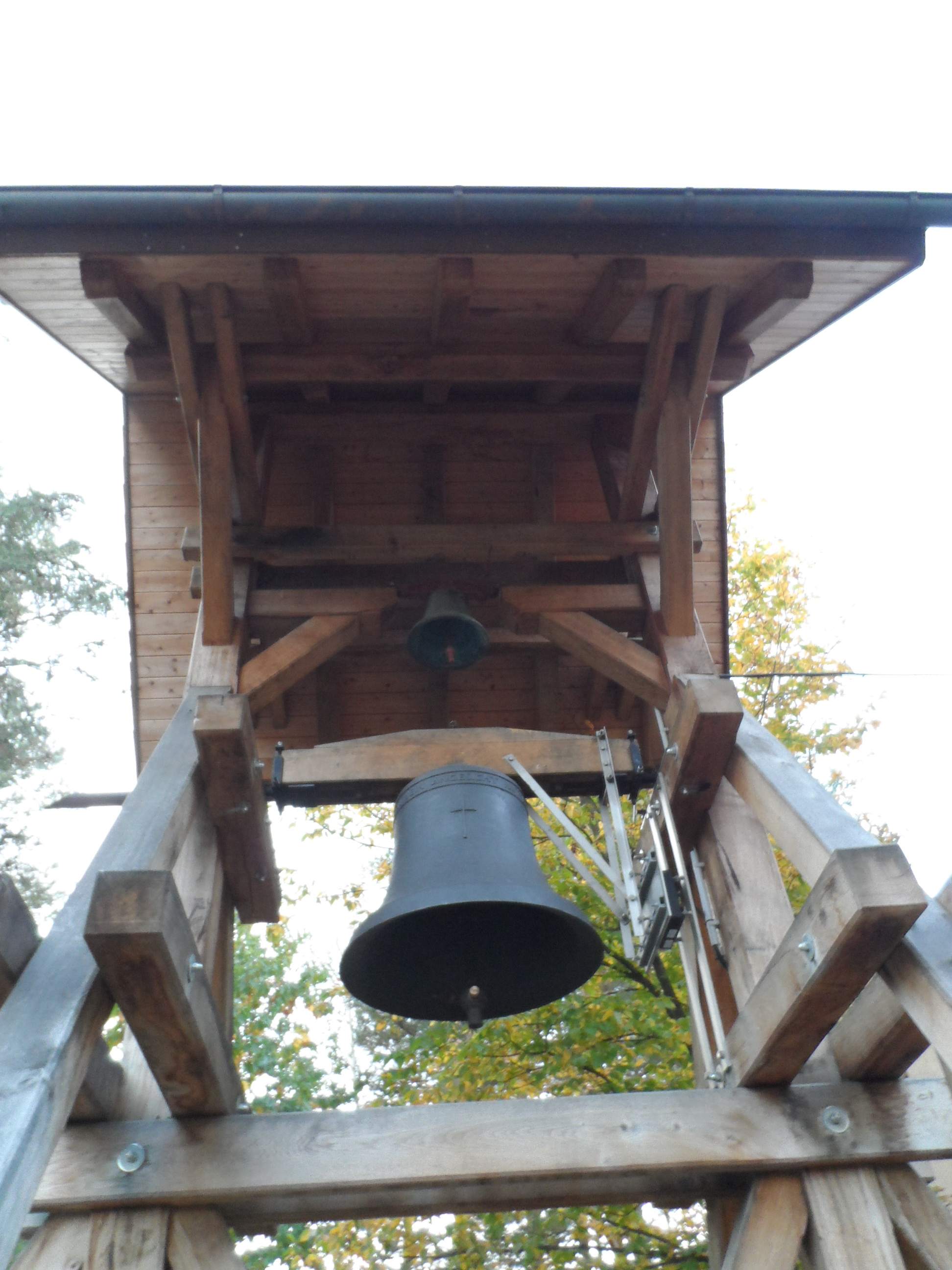
Glockenstuhl Dorfkirche Torno

Aus Geldmangel wurde die Kirche ohne Turm erbaut. Bereits zur Kirchweihe wurden die Glocken der Kirche daher auf dem Kirchgrundstück auf einem hölzernen Glockenstuhl aufgehängt. Die erste Glocke war vermutliche eine Leihgabe; erst 1955 konnten durch Spendengelder zwei Eisenhartgussglocken gekauft werden, von denen eine als Geläut diente. Der Glockenstuhl war 1975 baufällig geworden und musste abgetragen werden. Als Ersatz diente ein Holzschuppen. Um 1975 entstandene Pläne, die einen an den Kirchenbau angebauten massiven Glockenturm mit Eingang zur Kirche vorsahen, wurden nicht umgesetzt, auch wenn der Bau dem Gebäude „äußerlich deutlicher den Anschein einer Kirche gegeben“ hätte.
Seit November 2010 steht neben der Kirche ein vom Missionshof in Lieske bei Oßling gefertigter freistehender hölzerner Glockenstuhl. Er ersetzte den einfachen Holzschuppen, der seit 1975 als Glockenstuhlersatz diente. Die Kosten für den Glockenstuhl beliefen sich auf rund 13.000 Euro. Er trägt zwei Glocken: Eine Eisenhartgussglocke (Ton d″) aus dem Jahr 1954 sowie eine kleinere Glocke, die eine Dauerleihgabe des Missionshofs Lieske ist und unter anderem zu Taufen erklingt. Die zweite größere Eisenhartgussglocke mit dem Ton h′ wurde 2008 aus statischen Gründen abgenommen und ist neben dem Kircheneingang aufgestellt. Im Gegensatz zu den früheren Glockenstühlen hat der Neubau ein elektrisches Läutwerk.